# All You Need Is Love (Vlaanderen)
All You Need Is Love is een Vlaams televisieprogramma dat in 1995 en later van 2009 tot 2012 werd uitgezonden op VTM. Het programma is gebaseerd op het Nederlandse All You Need Is Love dat sinds 1992 tot heden wordt uitgezonden.
De presentatie van het programma is in handen geweest van Ingeborg Sergeant en Mathias Coppens. In het programma worden geliefden terug samen gebracht.

## Inhoud
Kandidaten kunnen zich inschrijven via VTM maar worden niet op de hoogte gebracht of ze geselecteerd zijn. Op een dag valt Mathias Coppens bij hen binnen (thuis of op het werk). De deelnemer vertelt waarom hij/zij een geliefde (lief, familielid, vriend,...; vaak iemand die in het buitenland woont) terug wil zien en vertelt iets meer over hun band en verleden. Nadien brengt Mathias hen samen. Soms reist hij met de deelnemer naar het buitenland; soms zakt de geliefde ook naar België af. In de meeste afleveringen komen twee deelnemers aan het woord.

## Afleveringen

### Seizoen 1
| Seizoen/aflevering | Datum          | Mathias' reisbestemming | Kijkcijfers |
| ------------------ | -------------- | ----------------------- | ----------- |
| Piloot             | 7 januari 2009 | Guatemala               | 699.000     |
| 1.1                | 26 maart 2009  | Frankrijk               | 828.926     |
| 1.2                | 2 april 2009   | Senegal                 | 693.913     |
| 1.3                | 9 april 2009   | Chili                   | 672.647     |
| 1.4                | 16 april 2009  | /                       | 700.321     |
| 1.5                | 23 april 2009  | Ghana                   | 859.841     |
| 1.6                | 30 april 2009  | /                       | 615.626     |
| 1.7                | 7 mei 2009     | Rwanda                  | 681.048     |
| 1.8                | 14 mei 2009    | Argentinië              | 694.193     |
| 1.9                | 21 mei 2009    | /                       | 648.871     |
| 1.10               | 28 mei 2009    | /                       | 601.020     |

### Seizoen 2
| Seizoen/aflevering | Datum         | Mathias' reisbestemming | Kijkcijfers |
| ------------------ | ------------- | ----------------------- | ----------- |
| 2.1                | 1 maart 2010  | Peru                    | 621.043     |
| 2.2                | 8 maart 2010  | Congo                   | 628.000     |
| 2.3                | 15 maart 2010 | Peru, Spanje            | 651.794     |
| 2.4                | 22 maart 2010 | Kazachstan              | 601.700     |
| 2.5                | 29 maart 2010 | Ivoorkust               | 636.617     |
| 2.6                | 5 april 2010  | /                       | 604.489     |
| 2.7                | 12 april 2010 | Syrië                   | 651.375     |
| 2.8                | 19 april 2010 | Rusland                 | 700.677     |
| 2.9                | 26 april 2010 | /                       | 691.004     |
| 2.10               | 3 mei 2010    | Filipijnen              | 714.473     |
| 2.11               | 10 mei 2010   | Tanzania                | 713.420     |
| 2.12               | 17 mei 2010   | Burundi                 | 756.529     |
| 2.13               | 24 mei 2010   | /                       | 574.805     |

### Seizoen 3
| Seizoen/aflevering | Datum        | Mathias' reisbestemming | Kijkcijfers |
| ------------------ | ------------ | ----------------------- | ----------- |
| 3.1                | 16 mei 2011  | Canada                  | 659.081     |
| 3.2                | 23 mei 2011  | Congo                   | 550.803     |
| 3.3                | 30 mei 2011  | /                       | 660.012     |
| 3.4                | 6 juni 2011  | Haïti                   | 725.980     |
| 3.5                | 13 juni 2011 | Burundi                 | 672.445     |
| 3.6                | 20 juni 2011 | Sierra Leone            | 623.388     |
| 3.7                | 27 juni 2011 | Nepal                   |             |